# إيوستاس جيبسون
إيوستاس جيبسون هو محامي وسياسي أمريكي، ولد في 4 أكتوبر 1842 في مقاطعة كلبيبر في الولايات المتحدة، وتوفي في 10 ديسمبر 1900 في كليفتون فورغ في الولايات المتحدة. نشط حزبياً في الحزب الديمقراطي. وقد انتخب عضو مجلس النواب الأمريكي ‏.